# Province of the Episcopal Church of South Sudan
Die Province of the Episcopal Church of South Sudan ist eine Mitgliedskirche der Anglikanischen Gemeinschaft im Südsudan mit Sitz in Juba. An ihrer Spitze steht als Primas der Erzbischof von Südsudan.
Die Kirche ist Mitglied des Ökumenischen Rates der Kirchen (ÖRK), der All Africa Conference of Churches (AACC) und des Middle East Council of Churches. Zur Reformierten Episkopalkirche besteht seit 2011 eine Vereinbarung zur Kirchengemeinschaft, ebenfalls zur 2008 gegründeten Anglican Church in America, nachdem die Verbindungen zur Episkopalkirche der Vereinigten Staaten von Amerika abgebrochen wurden.

## Geschichte
Die ersten Missionstätigkeiten begannen bereits 1899. Die Missionstätigkeit erfolgte zuerst unter der Diözese Jerusalem und 1920 als Teil der neuen Diözese Ägypten und des Sudan. Im weiteren Verlauf des Wachstums wurde 1945 eine eigene Diözese Sudan mit einem eigenen Bischof gegründet. 1957 wurde die Aufsicht über die Diözese Sudan vom Erzbischof von Canterbury auf den Erzbischof in Jerusalem übertragen. 1974 wurde die Diözese aus dem Kirchenverband von Jerusalem herausgenommen und unter die Aufsicht des Primas von Canterbury gestellt, der es 1976 in die Unabhängigkeit entließ.

### Episcopal Church of Sudan
Die 1976 gegründete Episcopal Church of Sudan umfasste den ganzen Sudan. Aufgrund des anhaltenden Wachstums und der Vertreibung aufgrund des zweiten sudanesischen Bürgerkriegs hatte die Provinz bis 1993 elf Diözesen und ist anschließend weiter gewachsen. Viele der Diözesen sind klein. Die Episcopal Church of Sudan spielte eine herausragende Rolle im Friedensprozess im Sudan.
Bei der Sezession des Südsudan im Jahr 2011 hatte die kombinierte Provinz fünf große Diözesen im Sudan (Khartum, Port Sudan, El Obeid, Wad Medani und Kdugli) und 26 Diözesen im Südsudan. Mit einer geschätzten Zahl von viereinhalb Millionen Mitgliedern, davon dreieinhalb Millionen im Süden, machte die Episcopal Church of Sudan fast die Hälfte der südsudanesischen Bevölkerung aus.

### Episcopal Church of South Sudan and Sudan
Die Episcopal Church of Sudan wurde auf dem Treffen vom 27. bis 30. November 2013 in Bor, Südsudan, in Episcopal Church of South Sudan and Sudan umbenannt. Auf derselben Sitzung wurde beschlossen, die Kirche in neun interne Provinzen zu teilen – die Internal Province of the Episcopal Church of Sudan im Sudan und acht Provinzen im Südsudan.
Viele im Sudan hielten längerfristig daran fest, diese interne Provinz vom Südsudan zur vollen Autonomie zu trennen, mit der Erwartung, dass der Erzbischof der Metropole letztendlich Erzbischofsprimat der neuen autonomen Kirche werden würde. Im Jahr 2016 wurde beim Anglican Consultative Council (ACC) ein formeller Antrag auf Gewährung der Autonomie für die interne Provinz Sudan gestellt, und im Juli 2016 führte ein Team unter der Leitung des Erzbischofs von Adelaide und des stellvertretenden Vorsitzenden des ACC eine Informationsmission im Nordsudan durch. Dieses Team meldete sich beim ACC, um eine formelle Antwort auf den Antrag auf Autonomie zu ermöglichen. Im März 2017 wurde bekannt gegeben, dass das ACC beschlossen hatte, die Internal Province of the Episcopal Church of Sudan zur 39. Provinz (Province of the Episcopal Church of Sudan) der anglikanischen Gemeinschaft zu machen, wobei Ezekiel Kondo, Erzbischof von Khartum, der erste Erzbischof und Primas wurde. Die Verfassung der neuen Provinz erfolgte am 30. Juli 2017 in Anwesenheit des Erzbischofs von Canterbury, Justin Welby.

### Province of the Episcopal Church of South Sudan
Am 30. Juli 2017 wurde der größte Teil der ursprünglichen Provinz in Province of the Episcopal Church of South Sudan umbenannt.

## Gliederung
Die Province of the Episcopal Church of South Sudan umfasst acht interne Provinzen, die aus 57 Diözesen und einer außerprovinzialen Diözese bestehen:
| Diözese                             | Staat                  | Bischof                      |
| außerprovinzial                     | außerprovinzial        | außerprovinzial              |
| ----------------------------------- | ---------------------- | ---------------------------- |
| Juba                                | Südsudan, Juba         | Justin Badi Arama            |
| Province of Amadi                   |                        |                              |
| Lui                                 | Südsudan, Lui          | Dokolo Ismail Mbalah         |
| Mundri                              | Südsudan, Mundri       | Bismark Monday Avokaya Azumu |
| Wandi                               | Südsudan, Wandi        | Yohanas Benjamin Dirar       |
| Yeri                                | Südsudan, Yeri         | John Abraham Nyari           |
| Province of Central Equatoria       |                        |                              |
| Kajo Keji                           | Südsudan, Kajo Keji    | Emmanuel Murye Modi          |
| Lainya                              | Südsudan, Lainya       | vakant                       |
| Liwolo Area                         | Südsudan, Liwolo Area  | Joseph Aba Nicanor           |
| Lomega                              | Südsudan, Lomega       | Paul Benjamin Yugusuk        |
| Morobo                              | Südsudan, Morobo       | James Kenyi Elia             |
| Mundu Area                          | Südsudan, Mundu Area   | Samuel Lomude Eluzai         |
| Panyana Area                        | Südsudan, Panyana Area | Seme Nigo Abinda             |
| Rejaf                               | Südsudan, Rejaf        | Edward Oliver Mathew Tombe   |
| Rokon                               | Südsudan, Rokon        | Francis Loyo Mori            |
| Terekeka                            | Südsudan, Terekeka     | Paul Modi Farjala            |
| Wondurba                            | Südsudan, Wondurba     | Matthew Taban Peter          |
| Yei                                 | Südsudan, Yei          | Hilary Adeba Luate           |
| Province of Eastern Bahr el Ghazal  |                        |                              |
| Akot                                | Südsudan, Akot         | Isaac Dhieu Ater             |
| Aluakluak                           | Südsudan, Aluakluak    | Isaac Nyaryiel Aleth         |
| Awerial                             | Südsudan, Awerial      | David Akau Kuol Mayom        |
| Cueibet                             | Südsudan, Cueibet      | Elijah Matueny Awet          |
| Malek Rup                           | Südsudan, Malek Rup    | Peter Marial Agok            |
| Maper                               | Südsudan, Maper        | Alfred Cooper                |
| Nyang                               | Südsudan, Nyang        | Paul Tokmach Lual            |
| Pacong                              | Südsudan, Pacong       | Joseph Maker Atot            |
| Rumbek                              | Südsudan, Rumbek       | Alapayo Manyang Kuctiel      |
| Wulu                                | Südsudan, Wulu         | Zacharia Mangar Apeti        |
| Yirol                               | Südsudan, Yirol        | David Roch Angong            |
| Province of Eastern Equatoria       |                        |                              |
| Kapoeta                             | Südsudan, Kapoeta      | Isaac Deu Chol               |
| Magwi                               | Südsudan, Magwi        | Ogeno Charles Opoka          |
| Nimule Area                         | Südsudan, Nimule Area  | Martin Abuni                 |
| Torit                               | Südsudan, Torit        | Bernard Oringa Balmoi        |
| Province of Jonglei                 |                        |                              |
| Akobo                               | Südsudan, Akobo        | John Jok Chol                |
| Attooch                             | Südsudan, Attooch      | Moses Anur Ayom              |
| Ayod                                | Südsudan, Ayod         | Thomas Tut Gany              |
| Bor                                 | Südsudan, Bor          | Ruben Akurdit Ngong          |
| Duk                                 | Südsudan, Duk          | Daniel Deng Abot             |
| Kongor                              | Südsudan, Kongor       | Gabriel Thuch Agot           |
| Malek                               | Südsudan, Malek        | Peter Joh Abraham Mayom      |
| Twik East                           | Südsudan, Twik East    | Ezekiel Ding Ajang Malangdit |
| Wanglei Area                        | Südsudan, Wanglei Area | Zechariah Mayok Biar         |
| Wernyol                             | Südsudan, Wernyol      | Gabriel Kuol Garang          |
| Province of Northern Bahr el Ghazal |                        |                              |
| Abyei                               | Südsudan, Abyei        | Michael Deng K Bol           |
| Aweil                               | Südsudan, Aweil        | Abraham Yel Nhial            |
| Gogrial                             | Südsudan, Gogrial      | Abraham Ngor Mangong         |
| Tonj                                | Südsudan, Tonj         | Peter Yuol Gur               |
| Wau                                 | Südsudan, Wau          | Moses Deng Bol               |
| Province of Upper Nile              |                        |                              |
| Bentiu                              | Südsudan, Bentiu       | John Gattek                  |
| Maiwut Area                         | Südsudan, Maiwut Area  | Peter Gatbel Kunen Lual      |
| Malakal                             | Südsudan, Malakal      | Hilary Garang Deng           |
| Nasir                               | Südsudan, Nasir        | Simon Lual Bang Jal          |
| Panrieng                            | Südsudan, Panrieng     | David Kiir Mayath            |
| Renk                                | Südsudan, Renk         | Joseph Garang Atem           |
| Province of Western Equatoria       |                        |                              |
| Ezo                                 | Südsudan, Ezo          | John Kereboro Zawo           |
| Maridi                              | Südsudan, Maridi       | Moses Zungo                  |
| Nzara                               | Südsudan, Nzara        | Richard Bbikoyesu Aquilla    |
| Olo                                 | Südsudan, Olo          | Tandema Obede                |
| Yambio                              | Südsudan, Yambio       | Samuel Peni                  |

## Primas und Erzbischof

### Erzbischöfe von Sudan und Südsudan (vereint als eine Provinz)
- 1976–1988 Elinana J. Ngalamu
- 1988–1998 Benjamin Wani Yugusuk
- 2000–2007 Joseph Marona
- 2008–2017 Daniel Deng Bul Yak

### Erzbischöfe von Südsudan (nach der Trennung vom Sudan im Norden)
- 2017–2018 Daniel Deng Bul Yak
- seit 2018 Justin Badi Arama